# Hymenaphorura nova
Hymenaphorura nova is een springstaartensoort uit de familie van de Onychiuridae. De wetenschappelijke naam van de soort is voor het eerst geldig gepubliceerd in 1990 door Pomorski.